# Pont Jeanne-d’Arc
Pont Jeanne-d’Arc (Most Joanny d’Arc) – stalowy most drogowo-kolejowy we Francji, w regionie Górna Normandia, w departamencie Sekwana Nadmorska, w miejscowości Rouen, na Sekwanie o długości 220 m. Konstrukcja powstała w latach 1953-1956. Jest to most o 3 przęsłach, spawany.
Most nazywa się tak samo jak ulica na niego prowadząca – Rue Jeanne-d’Arc. Według legendy prochy Joanny d’Arc zostały wrzucone do Sekwany z nieistniejącego dziś mostu Pont Mathilde. W 1994 roku po moście przeprowadzono tory tramwajowe. W 2012 roku konstrukcja została wzmocniona, w celu dostosowania jej nowych wagonów tramwajowych.